# Heinrich Königsdorf
Heinrich Königsdorf (* 27. Juli 1877 in Braunschweig; † 13. Juli 1950 ebenda) war ein deutscher Maler und Jurist.

## Leben

Jagdliches Stillleben mit Fuchs; Öl auf Leinwand

Heinrich Königsdorf wurde 1877 in Braunschweig als Sohn eines Civil-Ingenieurs geboren. Während seines Studiums wurde er 1896 Mitglied der Burschenschaft Cimbria München. Nach dem Studium der Rechtswissenschaft folgte die Promotion zum Dr. jur. Anschließend begann er 1903 im Alter von 25 Jahren eine Ausbildung als Maler an der Akademie der Bildenden Künste München. Der Maler Wilhelm Leibl wurde sein künstlerisches Vorbild. Von 1915 bis 1918 nahm er am Ersten Weltkrieg teil und kehrte nach Kriegsende nach Braunschweig zurück, wo er als Lehrer und freier Künstler tätig war. Er schuf Landschaftsbilder, zumeist Aquarelle, Stillleben und Porträts. Seine Bildnisse Braunschweiger Persönlichkeiten, darunter das des Oberbürgermeisters Hugo Retemeyer (1923), des Pianisten Ernst Schacht (1925) und des Mathematikers Richard Dedekind (1927), befinden sich im Besitz des Städtischen Museums und der Technischen Universität Braunschweig. Zur Zeit des Nationalsozialismus schuf Königsdorf im 1935 erteilten Auftrag des Oberbürgermeisters ein lebensgroßes Gemälde Adolf Hitlers für den Sitzungssaal der Stadtverordneten im Braunschweiger Rathaus. Im Jahr 1942 porträtierte er den braunschweigischen Ministerpräsidenten Dietrich Klagges in SS-Uniform. Das Gemälde gilt als verschollen. Königsdorf trat zum 1. Dezember 1931 der NSDAP bei (Mitgliedsnummer 789.210).
Er war Mitglied des Zehnerbundes bildender Künstler Braunschweigs.
Königsdorf wohnte in Braunschweig in der Humboldtstraße 10. Er starb am 13. Juli 1950 im Alter von 72 Jahren in Braunschweig.

## Veröffentlichungen
- Über die Entstehung von Stiftungen nach dem Bürgerlichen Gesetzbuche. Dissertation Universität Leipzig 1900.